# Torre de Montgó
La Torre de Montgó és una torre de sentinella declarada bé cultural d'interès nacional a l'est del nucli antic de la població de l'Escala, al cim de la muntanya de Montgó del municipi de l'Escala. Torre de defensa de la pirateria bastida l'any 1598 per ordre de Felip I d'Aragó i Castella, per intentar protegir els pescadors de l'Escala i l'Estartit. A prop del camí que condueix a la torre, al Corral d'en Lleona, es varen trobar restes d'una vila romana (segle II-III).
Es tracta d'una torre de planta circular, amb la base atalussada, bastida amb pedra de diverses mides desbastada, disposada en filades més o menys regulars i lligada amb morter de calç. Formada per planta baixa i dos pisos. La torre presenta una porta a la planta baixa, tot i que la porta principal es troba al primer pis i s'hi accedeix des de l'exterior, per unes escales de ferro actuals. Les portes també són de ferro. A la part superior, la torre tenia quatre matacans dels quals només es conserven restes de les mènsules de sosteniment. Al nivell del primer pis, hi ha diverses espitlleres quadrades, distribuïdes regularment en grups de tres, per a armes de foc. Pel que fa a l'interior, els nivells estan coberts amb voltes cupulars de pedra disposada concèntricament. Del primer pis, destaquen els arcs rebaixats de pedra, disposats a manera de fornícula dins del mur perimetral de la torre, alguns utilitzats per a facilitar la defensa de l'element a través de les espitlleres. El pis superior és descobert.